# Anopheles bustamentei
Anopheles bustamentei är en tvåvingeart som beskrevs av Galvao 1955. Anopheles bustamentei ingår i släktet Anopheles och familjen stickmyggor. Inga underarter finns listade i Catalogue of Life.